# بول هيكنبوتوم
بول هيكنبوتوم (بالإنجليزية: Paul Heckingbottom)‏ (17 يوليو 1977 ببارنسلي في المملكة المتحدة - ) هو لاعب كرة قدم بريطاني في مركز الدفاع. لعب مع برادفورد سيتي وشيفيلد وينزداي ومانشستر يونايتد ونادي بارنسلي ونادي سندرلاند ونورويتش سيتي ونادي سكاربورو ونادي غيتزهد ونادي مانسفيلد تاون ونادي هارتلبول يونايتد ونادي هاروجيت تاون ودارلينجتون إف سى.

## وصلات خارجية
- بول هيكنبوتوم على موقع قاعدة بيانات كرة القدم.إي يو (الإنجليزية)
- بول هيكنبوتوم على موقع Soccerbase.com (لاعب) (الإنجليزية)
- بول هيكنبوتوم على موقع Soccerway.com (الإنجليزية)
- بول هيكنبوتوم على موقع GSA (الإنجليزية)